# Batalha de Scotch Corner
A Batalha de Scotch Corner foi travada em Scotch Corner, Stanwick St John, distrito de Richmondshire em North Yorkshire, em 69 ou 71 entre as forças romanas na Britânia e rebeldes brigantes comandados por Venúcio.
Venúcio, rei dos brigantes, tentou evitar que o Império Romano anexasse suas terras, mas foi finalmente derrotado na Batalha de Scotch Corner. Contudo, a própria existência desta batalha é contestada, uma vez que não nenhum registro arqueológico foi encontrado. Como o assentamento era pouco mais do que uma coleção de casas e currais espalhados numa área ampla, sua defesa teria sido extremamente difícil; por conta disto, já se sugeriu que os brigantes na verdade se submeteram pacificamente às forças da legião IX Hispana.